# 일본의 영토 분쟁
일본은 현재 러시아, 대한민국, 조선민주주의인민공화국, 중화인민공화국, 중화민국 등 인근 국가들과 영토 분쟁을 벌이고 있다.

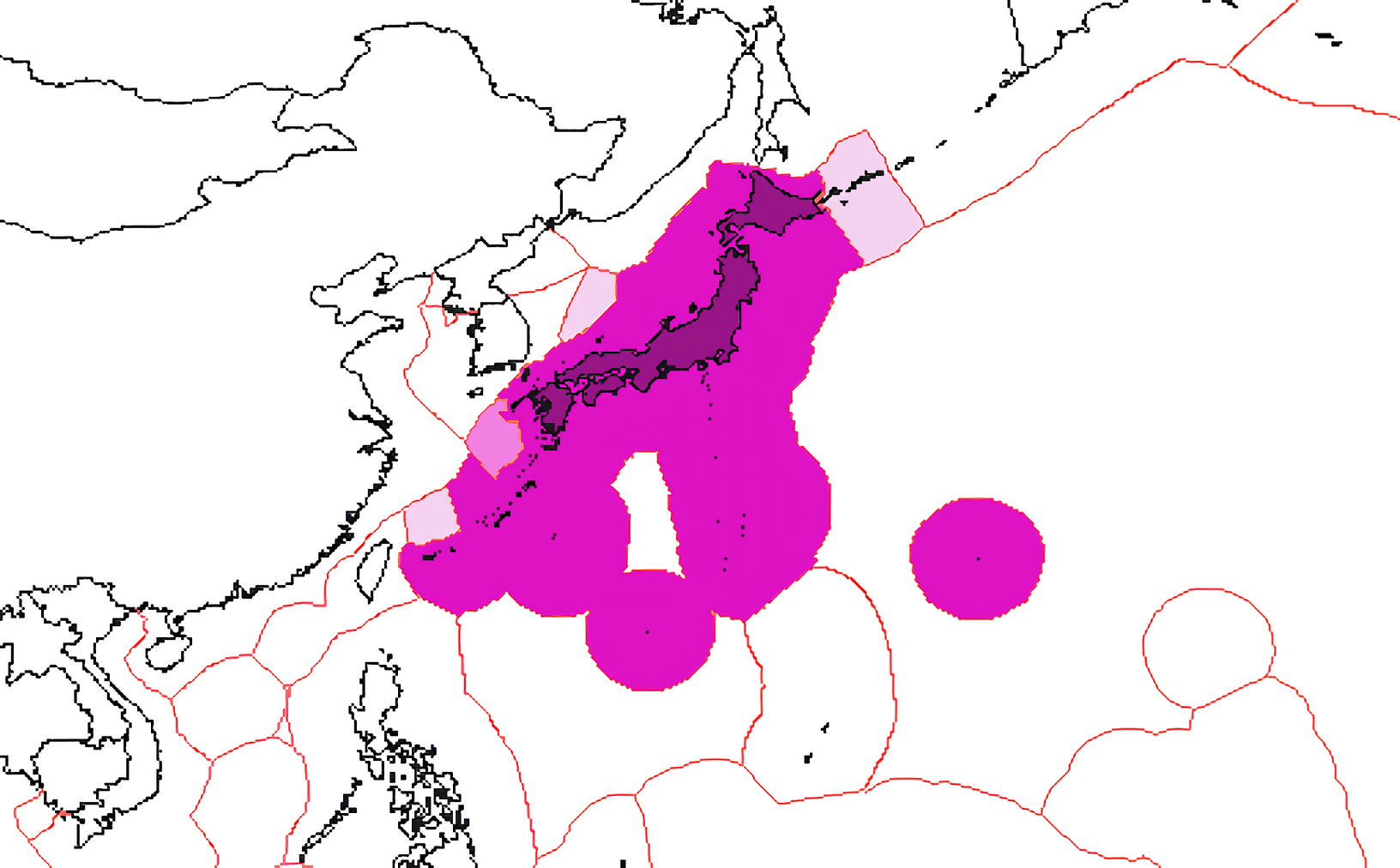
일본의 배타적 경제수역. 영토 분쟁지역은 더 밝은 색상으로 표시된다.

## 쿠릴 열도
쿠릴 열도는 일본 홋카이도에서 러시아 캄차카 반도까지 뻗어 있는 열도이다. 쿠릴 열도와 인근 사할린 섬은 러일 화친 조약이 처음으로 러시아 제국과 일본 제국 간의 경계를 정의한 이래로 여러 번 주인이 바뀌었다. 이 조약에 따라 쿠릴 열도의 국경은 이투루프섬과 우루프섬 사이의 경계선으로 구분되었다. 나머지 쿠릴 열도는 1875년 상트페테르부르크 조약과 1905년 러일 전쟁 이 끝난 후 일본의 지배를 받았다. 쿠릴 열도는 제2차 세계 대전이 끝날 때까지 일본의 지배를 받았고, 그 때 소련은 일본의 항복 당시와 이후에 군사 작전을 하여 섬을 합병했다. 이 영토는 소련의 붕괴와 함께 통치권이 러시아에 넘어갔다.
소련의 병합에도 불구하고 일본은 이투루프섬, 쿠나시르 섬, 시코탄 및 하보마이 제도로 구성된 최남단 섬을 북방영토로 계속 주장하고 있다. 이 주장은 제2차 세계 대전 중 및 그 이후에 이루어진 여러 문서 및 선언의 모호성을 기반으로 한다. 1945년 2월 미국, 영국, 소련이 서명한 얄타 회담은 일본에 선전포고를 하는 대가로 소련이 쿠릴열도를 포함한 여러 영토를 받을 것이라고 명시했다. 그러나 일본의 무조건 항복을 규정한 이후의 포츠담 선언에서는 쿠릴 열도를 언급하지 않고 대신 미국, 영국, 중화민국의 1943년 카이로 선언을 언급했다. 이어진 샌프란시스코 강화 조약으로 일본은 쿠릴 열도에 대한 소유권을 포기했지만 소련이 조약에 서명하는 것을 거부했기 때문에 미국은 여전히 쿠릴을 러시아의 지배하에 있는 일본 영토로 간주한다. 또한 일본은 북방영토가 쿠릴열도의 일부가 아니며 제2차 세계대전이 끝날 때까지 시모다조약 이후 공식적으로 일본의 일부였으며 따라서 포츠담 선언에 따라 일본 영토로 간주되어야 한다고 주장하고 있다. 이에 대해 러시아는 얄타 협정이 전체 군도의 병합을 명시적으로 허용했다고 주장한다.
쿠릴 열도를 둘러싼 분쟁은 소련이 샌프란시스코 강화 조약에 서명하지 않은 주요 원인 중 하나였으며, 그래서 1956년 소련과 일본이 포기하기로 합의한 소련과 일본의 공동 선언까지 양국 간의 전쟁 상태가 지속되었다. 시코탄 섬과 하보마이 군도를 반환하는 소련에 대한 대가로 이투루프섬과 쿠나시르섬에 대한 그들의 주장을 하지 않기로 하였다. 그러나 미국의 개입으로 공동선언으로 이어진 협상은 분쟁을 해결하지 못했고, 현재까지 소련의 후계국인 러시아와 일본 간에 공식적인 평화조약이 체결되지 않았다. 러시아 정부는 영유권 분할 제안을 거듭했고 양국 정상은 수차례 만나 분쟁 해결 방안을 논의했다.

## 오키노토리 암초
오키노토리 암초는 필리핀해에 있는 환초이다. 유럽 탐험가들이 발견한 오키노토리시마는 일본인이 1931년에 영토에 도착할 때까지 소유권이 주장되지 않았으며 이 환초는 일본의 최남단 지점이 되었다. 일본은 오키노토리시마를 섬이라고 주장하고 있으며, 이에 따라 유엔 해양법협약(UNCLOS)에 따라 섬 주변에 거대한 배타적 경제수역(EEZ)을 주장하고 있다. 그러나 이 분류에 대해 중국, 대만, 대한민국은 오키노토리시마가 UNCLOS(해양법에 관한 유엔 협약)의 인간 거주 가능 섬 기준을 충족하지 못하므로 일본이 전략적으로 위치한 환초 주변의 EEZ를 주장할 수 없다고 주장하고 있다. 하지만 일본은 그들의 주장을 유지하기 위해 6억 달러의 관측소를 건설하고 침식과 태풍 피해에 대비하여 환초를 보호하고 암초를 천천히 섬으로 성장시키기 위해 이 지역에서 산호를 재배하고 있다.

## 센카쿠 열도
중화인민공화국(PRC)의 댜오위다오(Diaoyu Islands) 또는 중화민국 (대만)의 티아오위타이(Tiaoyutai) 열도라고도 알려진 센카쿠 열도는 동중국해에 위치한 5개의 무인도 제도이다. 일본 제국은 1895년 청일 전쟁 중 처음으로 섬이 일본의 영토라고 주장했으며, 섬은 오키나와현의 관리 하에 놓였다. 그들은 1885년에 청나라와의 갈등을 촉발할 것을 두려워하여 그렇게 할 수 있는 기회를 거절했던 바 있다. 제2차 세계 대전이 끝난 후 센카쿠 열도는 오키나와의 다른 지역과 함께 1972년까지 미국의 지배를 받았다가 1971년 오키나와 반환 협정 이후 일본에 반환되었다.
중화인민공화국과 중화민국은 1968년 이 지역에서 석유 매장이 확인되기 전까지는 센카쿠 열도에 대한 일본과 미국의 통치에 대해 이의를 제기하지 않았다. 두 나라 모두 1884년 일본이 센카쿠 열도를 발견하고, 청일 전쟁 중 섬을 본인들의 지배 하에 두기 이전부터 자신들이 섬에 대한 지식을 가지고 자신들의 제어 하에 두고 있었다는 것을 바탕으로 주장을 펼친다. 청일 전쟁 이후 시모노세키 조약을 통해 대만과 주변의 섬들이 일본으로 양도되었는데, 중국의 주장은 이 교환에 센카쿠 열도가 포함되며, 따라서 제2차 세계 대전이 끝날 때 대만을 중국에 반환한 샌프란시스코 조약의 범위에도 센카쿠 열도가 포함된다는 것이다. 일본과 미국은 1895년 일본이 영유권을 주장했을 당시 중국인의 존재에 대한 증거가 없었고 제2차 세계대전 이후 류큐 제도의 행정에 포함되었다고 주장하면서 이러한 주장에 대해 이의를 제기한다. 센카쿠 열도는 1990년대 이후 분쟁의 중심에 서서 많은 사건들이 있었다.

## 독도
독도는  동해에 있는 두 개의 작은 암초이다. 이 섬은 러일 전쟁에서 일본이 병합하였으며, 일본의 전쟁 승리로 1905년 을사조약이 체결되어 대한제국은 일본의 보호령이 되었고, 궁극적으로 5년 후인 한일 병합 조약으로 대한제국을 병합했다. 제2차 세계 대전 종전과 샌프란시스코 강화 조약 이후 일본은 한국에 대한 영유권 주장을 포기할 수밖에 없었지만 최종 초안에는 독도가 구체적으로 언급되지 않았고, 1952년 대한민국은 독도를 60km에 달하는 배타적 경제 수역의 일부라고 주장하고 독도 개발에 착수했다.
일본은 샌프란시스코 조약에서 일본이 항복한 영토에 포함되지 않았다고 주장하며 독도에 대한 한국의 주둔을 항의했다. 일본과 한국의 섬에 대한 주장은 모두 해당 지역에서 양측의 활동을 나타내는 역사적 문서에 의존한다. 대한민국은 신라가 512년에 정복한 우산국 등 여러 시대에 걸쳐 한국이 소유한 섬과 같은 역사적 장소를 독도라고 주장하는 반면, 일본은 신라가 소유했던 섬이 죽도나 울릉도와 같은 다른 섬이라고 주장한다. 대신 늦어도 1667년부터 섬 주변에서 일본의 어업 활동을 나타내는 기록을 근거로 제시한다.
한편 조선민주주의인민공화국은 한반도의 모든 영토가 자신들의 영토라고 주장하므로 독도 역시 본인들의 영토라고 주장하고 있다. 조선민주주의인민공화국은 이 문제를 일본과 대한민국 사이의 긴장을 유지하고 대한민국과의 관계 개선의 수단으로 이용해 왔다.

## 같이 보기
- 일본의 대외 관계
- 동해의 이름에 관한 분쟁
- 동중국해 EEZ 분쟁